# Oar pratana
Oar pratana är en fjärilsart som beskrevs av Fabricius 1794. Oar pratana ingår i släktet Oar och familjen mätare. Inga underarter finns listade i Catalogue of Life.